# Dino Drpić
Dino Drpić (Zagabria, 26 maggio 1981) è un ex calciatore croato, di ruolo difensore.

## Carriera
È nato a Zagabria nella Repubblica Socialista Federale di Jugoslavia. Ha due figli di nome Leone e Taisha ed è sposato con la modella e cantante Nives Celzjius.
Ha intrapreso la sua carriera agonistica nel NK Chromos Zagreb prima di essere acquistato dalla Dinamo Zagabria ed inserito nel settore giovanile.
Nel 2000 viene promosso in prima squadra dove ha debuttato 13 agosto 2000 nella partita contro Dinamo Zagabria-HNK Sibenik 2-0. Con la squadra della capitale ha totalizzato oltre 200 presenze nel campionato croato di calcio.
Il 16 ottobre 2007, messosi in mostra in Coppa UEFA, ha esordito con la maglia della Nazionale in un'amichevole contro la Slovacchia.
Nel 2009, a seguito delle esternazioni pubbliche della moglie, la Dinamo Zagabria decide di metterlo fuori rosa per aver fatto sesso sul terreno di gioco dello Stadio Maksimir di Zagabria prima della partita di qualificazione a Euro 2008 Croazia-Inghilterra. La querelle termina con il trasferimento del calciatore, in prestito con diritto di riscatto, ai tedeschi del Karlsruher SC.Viene riscattato dai tedeschi fino al 22 aprile 2010, giorno in cui rescinde amichevolmente il suo contratto.
A febbraio l'AEK Atene ufficializza il suo ingaggio fino alla fine della stagione. Il giocatore esordisce con la sua nuova squadra, il 22 febbraio, nel match vinto per 3-2 contro il Larissa.

## Statistiche

### Cronologia presenze e reti in nazionale
| Cronologia completa delle presenze e delle reti in nazionale ― Croazia | Cronologia completa delle presenze e delle reti in nazionale ― Croazia | Cronologia completa delle presenze e delle reti in nazionale ― Croazia | Cronologia completa delle presenze e delle reti in nazionale ― Croazia | Cronologia completa delle presenze e delle reti in nazionale ― Croazia | Cronologia completa delle presenze e delle reti in nazionale ― Croazia | Cronologia completa delle presenze e delle reti in nazionale ― Croazia | Cronologia completa delle presenze e delle reti in nazionale ― Croazia |
| Data                                                                   | Città                                                                  | In casa                                                                | Risultato                                                              | Ospiti                                                                 | Competizione                                                           | Reti                                                                   | Note                                                                   |
| ---------------------------------------------------------------------- | ---------------------------------------------------------------------- | ---------------------------------------------------------------------- | ---------------------------------------------------------------------- | ---------------------------------------------------------------------- | ---------------------------------------------------------------------- | ---------------------------------------------------------------------- | ---------------------------------------------------------------------- |
| 16-10-2007                                                             | Fiume                                                                  | Croazia                                                                | 3 – 0                                                                  | Slovacchia                                                             | Amichevole                                                             | -                                                                      |                                                                        |
| Totale                                                                 |                                                                        | Presenze                                                               | 1                                                                      |                                                                        | Reti                                                                   | 0                                                                      |                                                                        |

## Palmarès

### Club

#### Competizioni nazionali
- Campionato croato: 5

Dinamo Zagabria: 2002-2003, 2005-2006, 2006-2007, 2007-2008, 2008-2009
- Coppa di Croazia: 6

Dinamo Zagabria: 2000-2001, 2001-2002, 2003-2004, 2006-2007, 2007-2008, 2008-2009
- Supercoppa di Croazia: 5

Dinamo Zagabria: 2002, 2003, 2006, 2007, 2008